# 恒大冰泉

恒大冰泉商标

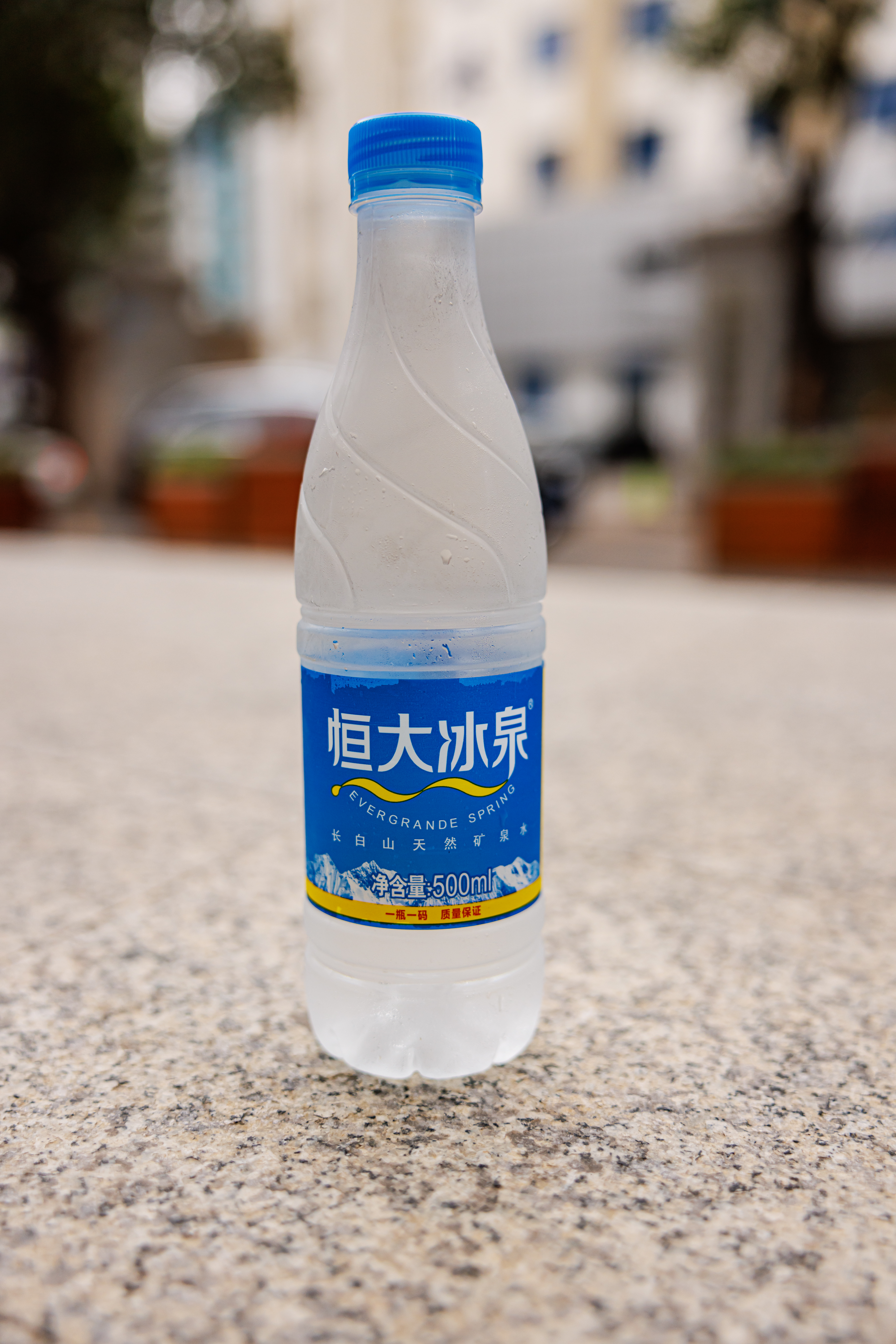
恆大冰泉500ml

恒大冰泉是恒大集团2013年推出的一款矿泉水品牌。恒大冰泉在2013年亞足聯冠軍聯賽決賽上首次亮相。公司宣称，全部水源来自长白山深层矿泉。自2013年至2015年5月，恒大长白山矿泉水股份有限公司亏损近40亿元人民币。恒大长白山矿泉水股份曾在2015年7月向新三板递交挂牌申请。最终，恒大在2015年9月撤回了申请，在2016年9月将矿泉水业务以18亿元人民币的价格卖给深圳市三维都灵汽车销售服务有限公司和林普（香港）有限公司。2021年，恒大买回了恒大冰泉49%的股份。但因债务危机以20亿人民币再次出售所持股权。

## 历史
“恒大冰泉”首次亮相是在2013年11月9日亚洲冠军联赛决赛第二回合。这场比赛，广州恒大队将胸前广告改为“恒大冰泉”。广州恒大队在两回合比赛后赢得亚洲冠军联赛冠军。赛后的夺冠庆典上，“恒大冰泉”标志也多次出现。在此之前，2013年9月东北亚博览会期间，恒大集团与吉林省白山市政府签约，恒大集团将在白山市辖区及靖宇县、抚松县建设千万吨级高端矿泉水项目，首先建成一座年产40万吨和一座年产80万吨的水厂。2013年10月28日，许家印控制的吉林万程房地产公司全资收购吉林黄金饮品有限公司，后者日后成为恒大长白山矿泉水股份有限公司。广州恒大队夺冠次日，恒大集团召开“恒大冰泉上市发布会”，宣布恒大冰泉面市。恒大冰泉定位为中高端矿泉水，仅使用长白山水源。2014年1月12日“2014恒大冰泉全国合作伙伴大会暨订货会”上，恒大集团董事局主席许家印提出，恒大冰泉计划2014年销售额超100亿元人民币，2015年目标200亿元，2016年目标300亿元。
2013年11月10日的上市发布会上，恒大集团聘请时任广州恒大主教练馬爾切洛·里皮、时任中国女排主教练兼广东恒大女子排球俱乐部主教练郎平、葡萄牙退役足球运动员路易斯·菲戈、西班牙退役足球运动员费尔南多·耶罗担任恒大冰泉全球推广大使。2014年，恒大集团聘请韩国演员全智贤、金秀贤代言恒大冰泉，据称每人每年代言费约为10亿韩元（当时约合600万元人民币）。由于恒大冰泉广告含有“长白山”字样，全智贤、金秀贤代言恒大冰泉遭到韩国网友批评。媒体一度传闻两人的经纪公司将同恒大集团解约。不过，两人随后声明，将继续为恒大冰泉代言。2015年7月，恒大集团同德国拜仁慕尼黑足球俱乐部达成合作协议，宣布恒大冰泉成为拜仁慕尼黑中国官方指定用水。
恒大冰泉曾因商标问题与江西恒大高新技术股份有限公司（简称恒大高新）产生争执。恒大高新称，公司在2010年注册了“恒大”商标，核准使用商品包含饮用水。恒大高新向南昌市高新技术产业开发区人民法院起诉恒大长白山矿泉水股份侵权。恒大集团向广州市中级人民法院起诉恒大高新侵犯名誉权。恒大集团曾表示，如果“恒大冰泉”商标不能成功注册，将改用“碧赢”。
恒大冰泉的实际销售额并未达到许家印的目标。据恒大财报，2014年，恒大冰泉订货量57亿元人民币，销售额10.9亿元，亏损23.7亿元。业绩会上，许家印称亏损很正常，因为第一年广告投入大，还需要建设销售团队、联系商店超市销售。据许家印说，2013年11月9日至30日，恒大冰泉在广告上花费了13亿元人民币。根据恒大长白山矿泉水股份新三板说明书的数据，2013年营业收入3480.22万元人民币，亏损5.52亿元；2014年营业收入9.68亿元，亏损28.39亿元；2015年1至5月营业收入2.84亿元，亏损5.55亿元。自恒大冰泉诞生至2015年5月，不到两年内亏损了39.46亿元人民币。说明书称，公司前期投入大，在推广费用上大笔投入，以求提高知名度、提高市场占有率，投入资金引进销售团队，因此大额亏损。
恒大集团原计划将矿泉水业务分拆上市。2015年7月21日，恒大地产公告称，已申请全资子公司恒大长白山矿泉水股份有限公司在新三板挂牌，获得受理。然而，此事受到外界质疑。有人认为，恒大矿泉水业务累计亏损近40亿元人民币，推动分拆上市的真正目的是甩掉亏损包袱，对投资者不负责任。另外，新三板在8月3日向恒大提出反馈意见，指出恒大矿泉水业务在2013年11月开始生产、销售，但公司的全国工业产品生产许可证、食品流通许可证的生效日期远远晚于2013年11月。新三板要求恒大矿泉回应，公司是否符合合法规范经营的要求，是否有同业竞争、关联交易问题。恒大冰泉回应称，全国工业产品生产许可证、食品流通许可证等证书需要续期，说明书上的生效日期是最新证书的日期；恒大冰泉在2015年7月销售额为7亿元人民币；虽然恒大矿泉整体没有实现盈利，但矿泉水业务毛利率高，2015年1至5月毛利率为52.63%。9月24日，恒大集团宣布，终止恒大矿泉新三板挂牌审核，理由是发行主体恒大矿泉资产变化较大。终止审核前，恒大冰泉在9月10日宣布全线下调产品价格，最高降幅为50%。恒大冰泉原本定位为中高端矿泉水，但是截至2016年9月恒大冰泉单瓶价格已降至2元人民币。
2016年9月28日，中國恆大集團宣布出售粮油、乳制品、矿泉水业务的全部股权。其中，矿泉水业务以18亿元人民币的价格卖给深圳市三维都灵汽车销售服务有限公司和林普（香港）有限公司（Lipu (Hong Kong) Limited）。根据协议，在维护恒大品牌、不扩大使用范围、不转授他方使用、不造成负面影响的条件下，恒大集团允许有关公司在五年内继续使用“恒大冰泉”品牌和“恒大”品牌。
2021年4月1日中国恒大2020年业绩会上，恒大集团董事局主席许家印、总裁夏海钧称，恒大已经买回了恒大冰泉、恒大粮油49%的股权。许家印表示，下一步可能会将粮油、冰泉业务打包上市。

## 业务
恒大冰泉称其产品中的水全部来自长白山原始森林的深层矿泉。截至2019年6月，恒大冰泉在吉林省长白山拥有三座水厂：靖宇水厂、安图水厂、池南水厂。此外，恒大冰泉在长白山地区还设有靖宇包材厂、安图包材厂两个工厂。
恒大冰泉的产品分为深矿泉、偏硅酸水、宝宝水、低钠水、高端玻璃瓶等多个系列。此外，恒大冰泉还推出过面部护理产品恒萃冰雾。